# Cubo trimagico
In matematica, un cubo trimagico è un cubo magico che rimane magico anche se tutti i suoi numeri vengono elevati al quadrato o al cubo.
Sono conosciuti solamente due cubi trimagici. Il primo cubo trimagico ad essere stato scoperto era di ordine 64, ed era stato trovato da C. Boyer (3 febbraio 2003); tale cubo era un cubo magico perfetto, e così anche il suo quadrato, mentre il suo cubo era un cubo magico semi-perfetto. Due giorni dopo, Boyer scoprì un altro cubo trimagico, di ordine 256, che rimaneva perfetto anche al quadrato e al cubo.